# Wacław Szuniewicz
Wacław Szuniewicz (ur. 28 grudnia 1892 w Głębokiem w ówczesnej guberni wileńskiej, zm. 16 października 1963 w Irati w Brazylii) – polski prezbiter katolicki, misjonarz św. Wincentego a Paulo, lekarz okulista i pediatra.

## Życiorys
Wywodził się ze szlacheckiej rodziny Szuniewiczów, od XVI wieku licznie osiadłej na terenach między Wilnem a Połockiem. Był najmłodszym dzieckiem w rodzinie Romualda Szuniewicza i Pauliny z Cybulskich. Wychowywał się w domu, w którym żywe były wspomnienia powstania styczniowego. Wielu jego krewnych utraciło majątki i zostało zesłanych na Syberię. Jednym z nich był stryj Alojzy Szuniewicz. W 1898 roku rodzina Romualda opuściła powiat dziśnieński i zamieszkała w Smoleńsku. Tam Wacław ukończył gimnazjum. Na wyższe studia udał się do Moskwy, gdzie w roku 1917 otrzymał dyplom lekarza. Niedługo potem został wcielony do armii carskiej. Służył na froncie mińskim. Po ataku gazowym uległ częściowemu podtruciu. W 1920 roku został przeniesiony do Smoleńska, gdzie opiekując się chorymi zaraził się tyfusem. Cudem ocalony ze stanu zagrożenia życia, jeszcze w czasie pobytu w szpitalu nabawił się ropnego zapalenia uda. Wielokrotne oczyszczanie rany pozwoliło ocalić nogę, lecz wkrótce wywiązało się zapalenie wyrostka robaczkowego. Operacje przeprowadzono w szpitalu Czerwonego Krzyża w Smoleńsku. Tam wyzdrowiał, by już w pełni sił zostać ordynatorem tegoż szpitala. Ze Smoleńska trafił do Woroneża, gdzie pracował jako lekarz okulista w Szpitalu Kasy Chorych. W 1922 roku wrócił do odrodzonej Polski. Do 1926 roku pracował w Klinice Pediatrii Uniwersytetu im. Stefana Batorego w Wilnie. Początkowo jako młodszy asystent (1922-24), a od 1924/25 jako asystent starszy i nadetatowy.
Już w 1922 roku dr Szuniewicz zorganizował w Wilnie żłobek dla biednych dzieci o nazwie „Kropla Mleka”. Stworzył też „Kuchnię Mleczną”, która przygotowywała mieszanki do karmienia niemowląt sporządzane według zaleceń lekarskich. Dzięki niespożytej energii dra Szuniewicza w 1926 roku powstały cztery wileńskie Stacje Opieki nad Niemowlętami. Obsługiwał je sam, nie pobierając przy tym żadnej zapłaty.
Kariera uniwersytecka dr Szuniewicza nie trwała długo. 23 kwietnia 1927 wstąpił w Krakowie do Zgromadzenia Księży Misjonarzy św. Wincentego á Paulo. Święcenia kapłańskie przyjął 8 września 1930 roku i jeszcze w tym samym roku wyjechał do Chin. Pracę rozpoczął od stworzenia małego 19-łóżkowego szpitala w Xingtai. Po paru latach powiększył ten szpital do 100 miejsc i otworzył kolejnych 18 przychodni położonych 30-70 kilometrów od Xingtai. Systematycznie kontrolował podległe mu jednostki, jeżdżąc na rowerze od jednej przychodni do drugiej. Cała ta organizacja pozwalała doktorowi przeprowadzać 35 operacji okulistycznych dziennie. Wśród nich było 800 operacji zaćmy rocznie. W 1934 roku we wszystkich podległych mu placówkach udzielono ponad 154 tys. porad i zabiegów okulistycznych. Lekarstwa dla szpitala dosyłano w dużej mierze z Poznania, gdzie Centrala Misyjna współpracowała z prof. Adamem Wrzoskiem z Uniwersytetu Poznańskiego. W dowód uznania ks. Szuniewicz został mianowany dyrektorem generalnym wszystkich szpitali katolickich w północnych Chinach. Sława polskiego lekarza-misjonarza rozeszła się po całych Chinach. Szpital w Xingtai stał się celem pielgrzymek osób chorych z najodleglejszych miejscowości. Przybywali tu także chińscy lekarze okuliści, aby pod kierunkiem Szuniewicza dokształcić się i nabrać doświadczenia. Nazywano go Xuan Weiren (宣尉仁) – „człowiek ze srebrną brodą”.
Jego działalność nie ograniczała się tylko do okolic Xingtai. W 1938 wyjechał do Pekinu, gdzie w trzy miesiące uruchomił oddział okulistyczny w Szpitalu Głównym na Uniwersytecie Katolickim. Od grudnia 1946 do lutego 1949 pracował we Francuskim Prowincjonalnym Szpitalu Sióstr Miłosierdzia w Tiencinie. Później przeniósł się do Francuskiego Szpitala w Pekinie. Następnie pracował jednocześnie w dwóch szpitalach w Szanghaju. Po dojściu komunistów do władzy misja ks. Szuniewicza została zamknięta. Zdecydował się wyjechać do Ameryki. W Stanach Zjednoczonych początkowo mieszkał u polskich kapłanów w Derby, potem przeniósł się do New Haven w stanie Connecticut, gdzie mieści się Uniwersytet Yale. Tu prowadził doświadczenia, a także wykłady na temat swojej pracy w Chinach. Cały czas powtarzał, że praca naukowa jest tylko dodatkiem do pracy duszpasterskiej. W listopadzie 1951 roku otrzymał wizę brazylijską, by już pod koniec stycznia 1952 dotrzeć do Mafra. Tu w 1955 obchodził srebrny jubileusz kapłaństwa. W czerwcu 1956 opuścił Mafra i przeniósł się do Irati. W tamtejszym kościele św. Michała służył wiernym przez ostatnie 7 lat życia. Wciąż był aktywny jako okulista. Przewodniczył wielu organizacjom społecznym. Z myślą o miejscowej Polonii tworzył biblioteki działające zarówno w samym mieście, jak i w okolicy. Z wielkim entuzjazmem działał wśród dzieci i młodzieży. Zaskarbił tym ich wielką sympatię i wdzięczność rodziców. Znał biegle siedem języków. Oprócz polskiego także rosyjski, łacinę, chiński, angielski, francuski i portugalski. Nigdy nie zapomniał o swoich polskich korzeniach. W jednym ze swoich listów pisał: „moja ojczyzna Polska pozostanie opiekunką mojej duszy, poglądów i języka”.
Został pochowany w Irati.
Ks. dr W. Szuniewicz był prekursorem chirurgicznego leczenia astygmatyzmu rogówkowego. Badania nad tą metodą rozpoczął w Chinach, zintensyfikował je na Uniwersytecie Yale, a część z nich kontynuował także w Mafra. Rękopisy zawierające wyniki jego badań zostały przekazane do publikacji w styczniu 1952 i we wrześniu 1954. Żaden z nich nie został wydany. Badania ks. Szuniewicza zostały utrwalone dzięki doktorowi Rocko M. Fasanelli z New Haven. Pracę autorstwa dra Szuniewicza i dra Fasanelli wydano w 1981 roku. Pół roku później, nakładem Uniwersytetu Yale, ukazała się inna praca na temat chirurgii refrakcyjnej autorstwa dra Fasanelli. Zawiera ona podsumowanie pracy naukowej dra Szuniewicza. Jego badania zostały niezależnie powtórzone i potwierdzone w Europie w 1976 roku. Wspomnienia dra Fasanelli zostały opublikowane w książce ks. Stawarskiego.

## Odznaczenia
- Złoty Krzyż Zasługi (1937) – w uznaniu zasług na polu pracy społecznej[15].
- Krzyż Oficerski Orderu Zasługi Rzeczypospolitej Polskiej (pośmiertnie, 2019) – za wybitne zasługi w niesieniu pomocy medycznej osobom potrzebującym, za osiągnięcia w pracy naukowej i badawczej, za działalność misyjną i charytatywną[16]

## Upamiętnienie

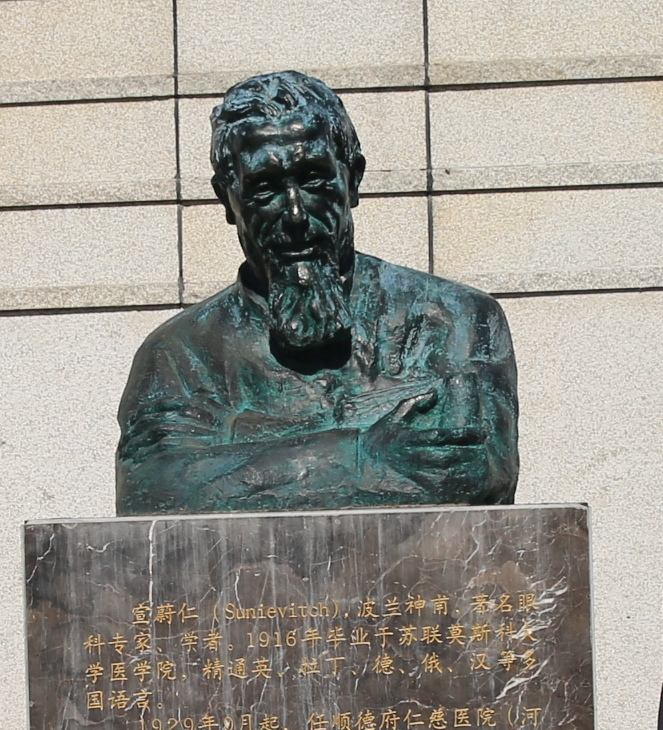
Pomnik ks. dr Wacława Szuniewicza w szpitalu w Xingtai

W dniu pogrzebu zebrani w Kurytybie brazylijscy posłowie uczcili pamięć ks. dra Wacława Szuniewicza wspomnieniem zapisanym w aktach zgromadzenia plenarnego. W uznaniu zasług w 1968 roku Rada Miejska Irati nazwała jego imieniem jedną z ulic i szkołę w Villa Rio Bonito (Grupo de Padro Venceslau Szuniewicz). W istniejącym do dziś i znacznie rozbudowanym szpitalu w Xingtai, otwarto muzeum poświęcone ks. dr Wacławowi Szuniewiczowi, a przed szpitalem postawiono jego pomnik.